# Cymothoe semirufa
Cymothoe semirufa är en fjärilsart som beskrevs av James John Joicey och Talbot 1921. Cymothoe semirufa ingår i släktet Cymothoe och familjen praktfjärilar. Inga underarter finns listade i Catalogue of Life.